# Rockestra Theme
«Rockestra Theme» es una canción compuesta por el músico británico Paul McCartney y publicada en el álbum de estudio de Wings Back to the Egg en 1979. La canción fue publicada como sencillo promocional del álbum en algunos países de Europa, pero no en Reino Unido ni en Estados Unidos. 

## Grabación
«Rockestra Theme» fue grabada el 3 de octubre de 1978 en los Estudios Abbey Road de Londres con el respaldo de una banda de músicos reconocidos y bautizados como «The Rockestra», si bien la canción está acreditada técnicamente a Wings. 
Los músicos que participaron en la grabación de «Rockestra Theme» incluyó a: Denny Laine, Laurence Juber, David Gilmour, Hank Marvin, Pete Townshend, Steve Holley, John Bonham, Kenney Jones, John Paul Jones, Ronnie Lane, Bruce Thomas, Gary Brooker, Linda McCartney, Tony Ashton, Speedy Acquaye, Tony Carr, Ray Cooper, Morris Pert, Howie Casey, Tony Dorsey, Steve Howard y Thaddeus Richard.
En una entrevista concedida en 2001 a la cadena de televisión VH1, McCartney comentó que Keith Moon debería haber participado en la grabación de «Rockestra Theme», pero murió apenas un mes antes de que tuviera lugar la sesión de grabación. En su lugar tocó Kenney Jones, quien también sustituyó a Moon como batería de The Who. 

## Versiones en directo
«Rockestra Theme» fue interpretada en directo en los Conciertos para la Gente de Kampuchea y publicada en el álbum Concerts for the People of Kampuchea. Los conciertos incluyeron a músicos y bandas como Queen, The Clash, The Pretenders, The Who, Elvis Costello y Wings y tuvieron lugar en el Hammersmith Odeon de Londres en diciembre de 1979 con el fin de recaudar fondos para las víctimas devastadas por la guerra de Camboya. El evento fue organizado por Paul McCartney y Kurt Waldheim e involucró tanto a artistas antiguos, tales como el propio McCartney, así como a nuevas bandas como The Clash y Pretenders.

## Recepción
«Rockestra Theme» ganó el primer premio Grammy a la mejor interpretación instrumental de rock. La canción fue usada en los créditos de apertura del programa de radio California Go! en ESPN.
- Datos: Q3939769